# Caduceu

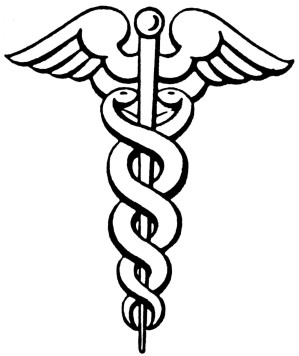
Caduceu, símbol d'Hermes o Mercuri i un dels símbols del comerç

La paraula caduceu deriva del grec κηρυκειον que significa 'estri del missatger'. Aquest símbol del déu Hermes era en principi una branca d'olivera amb dos brins de llana, però més endavant es va anar substituint successivament per dues cintes blanques i després per dues serps entrellaçades mirant-se cara a cara. La branca d'olivera es va convertir finalment en una vara amb puny i dues ales esteses.

## Significats

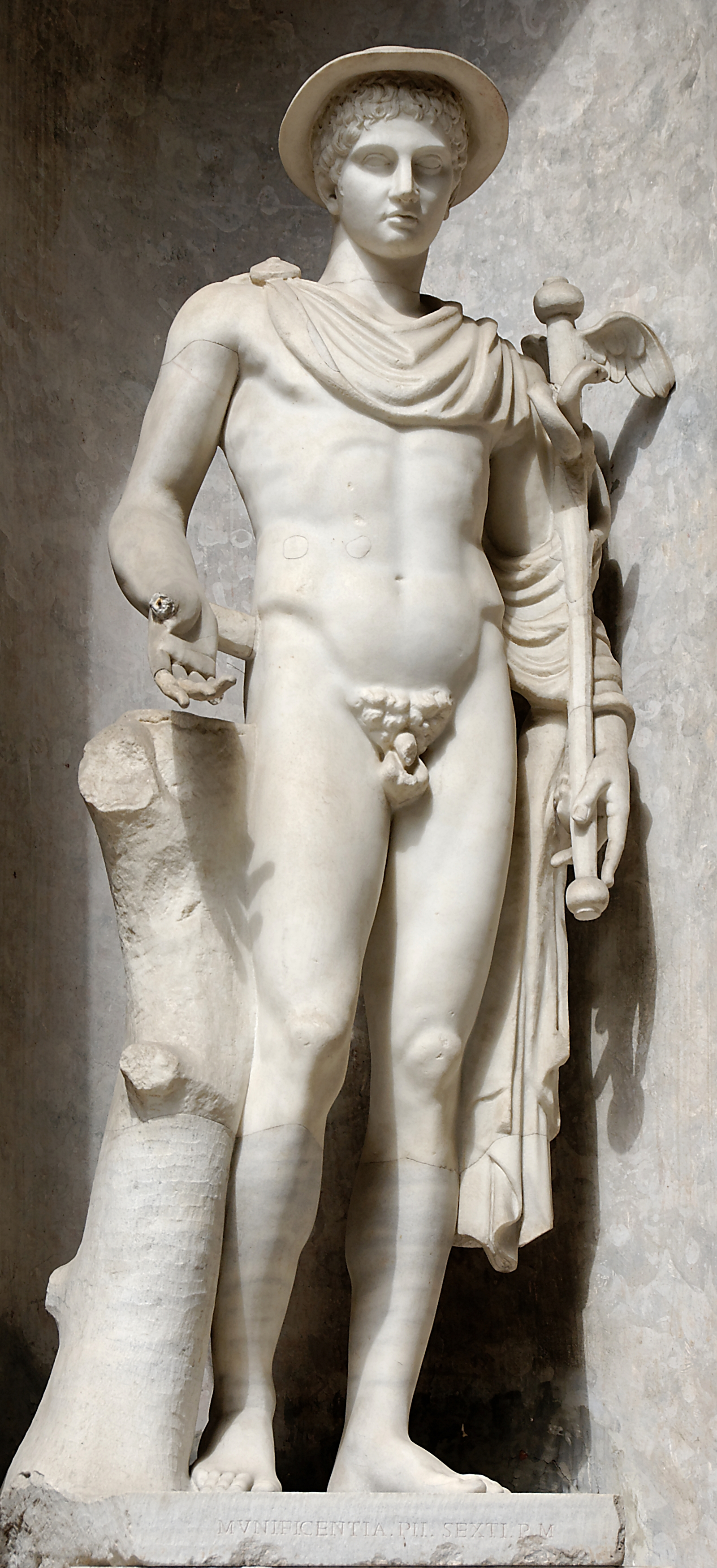
Hermes Ingenui portant un caduceu amb ales a la mà esquerra. Còpia romana d'un original del s. V aC (Museu Pio Clementino, Roma)

### Símbol d'Hermes
Segons la mitologia grega narrada per Homer, Hermes (Mercuri, en la cultura romana) va fer una lira d'una closca de tortuga i la seua música va agradar tant al déu Apol·lo que el va fer l'ambaixador dels déus. Onsevulga que anara Hermes portava amb ell el caduceu com a vareta màgica. Les seues obligacions incloïen portar missatges als déus i promulgar assemblees.

### Símbol del coit
Hermes també presidia l'acte del coit, i potser per aquesta raó el caduceu porta dues serps: mascle i femella; això no obstant, per als qui veneraven el persa Zoroastre (Zaratustra) les dues serps representaven el déu Ormazd i l'esperit malèfic Ahriman.

### Símbol de la pau
Una vegada va separar Hermes dues serps que estaven barallades en mortal combat; des de llavors, va començar a repartir missatges entre enemics i la vareta es va convertir en símbol de neutralitat.
Del caduceu va sorgir el caduceator, persona que era enviada per tractar la pau. Els caduceatores eren considerats sagrats.
El símbol era propi dels hel·lens i hel·lenitzats, i els romans no usaven el caduceu sinó un símbol anomenat verbena i sagmina, portat pels fecials.
A més de pacificador, Hermes era déu dels mercats, patró del comerç i del joc de daus. Amb la seua fascinadora eloqüència convencia que el mal era el bé, per tant el caduceu va esdevenir també símbol dels mercaders i viatjants.

### Símbol de la medicina
El símbol de la medicina és el Bastó d'Esculapi.
El caduceu no es va començar a usar com a emblema de la medicina fins que l'aristòcrata William Butts, metge del rei Enric VIII d'Anglaterra el va incloure en el seu escut nobiliari. És en aquesta època quan alguns metges van començar a confondre els dos símbols. Tres segles més tard, la Casa Editorial de Llibres Mèdics, J. S. M. Churchill, va adoptar el caduceu com a emblema. El 1856, el Servei de l'Hospital de la Marina (EUA), antecessor de l'actual organisme de la salut pública, va pensar que el caduceu seria un bon símbol per a significar el caràcter no combatent de la classe mèdica. Finalment, el 1902 va ser adoptat oficialment pel cos mèdic de l'exèrcit dels Estats Units, en substitució de la creu de Sant Jordi. L'octubre de 1985, l'escola de Medicina i Odontologia de la Universitat de Rochester, Nova York, va decidir reemplaçar el caduceu per la vara d'Esculapi com a signe oficial de la institució.
La Vara d'Asclepi és el símbol dominant de les associacions professionals de la salut als Estats Units. Una enquesta va trobar que el 62% de les associacions professionals de la salut utilitzaven la vara d'Asclepi com a símbol. La mateixa enquesta va trobar que el 76% de les organitzacions sanitàries comercials utilitzaven el Caduceu. L'autor de l'estudi suggereix que les associacions professionals tenen més probabilitats de tenir una comprensió històrica dels dos símbols, mentre que les organitzacions comercials tenen més probabilitats de preocupar-se per l'impacte visual que tindrà un símbol en les vendes.
La llarga associació històrica del caduceu amb el comerç ha generat crítiques significatives del seu ús en medicina. Els professionals mèdics argumenten que la Vara d'Asclepi representa millor el camp de la medicina.

## Orígens del caduceu
El terme κηρύκειον (kērukeion) deriva de κῆρυξ (kērux, 'missatger, herald'), per tant, significava originàriament 'l'eina del missatger' i no implicava necessàriament una relació amb Hermes en particular sinó amb qualsevol herald. Per aquest motiu, també el caduceu es va fer servir en algunes representacions d'altres personatges mitològics amb funció d'heralds, com ara Iris o Hera.
En el seu estudi d'Hermes (1909), Lewis Richard Farnell va proposar que el caduceu era en un principi una gaiata de pastor, emprada també per qualsevol caminant, a la qual se li havia treballat la fusta amb la forma de dues serps amb un objectiu merament decoratiu. Aquest punt de vista ha estat rebutjat per autors posteriors, els quals, basats en estudis iconogràfics de l'Orient Mitjà en l'antiguitat i, establint paral·lelismes amb símbols semblants, han proposat que devia representar una divinitat en si mateixa, quan els déus encara no tenien representacions antropomòrfiques. El mateix principi es podria aplicar a Herma i Príap: tots dos podrien ser predecessors de l'antropomòrfic Hermes de l'època clàssica.

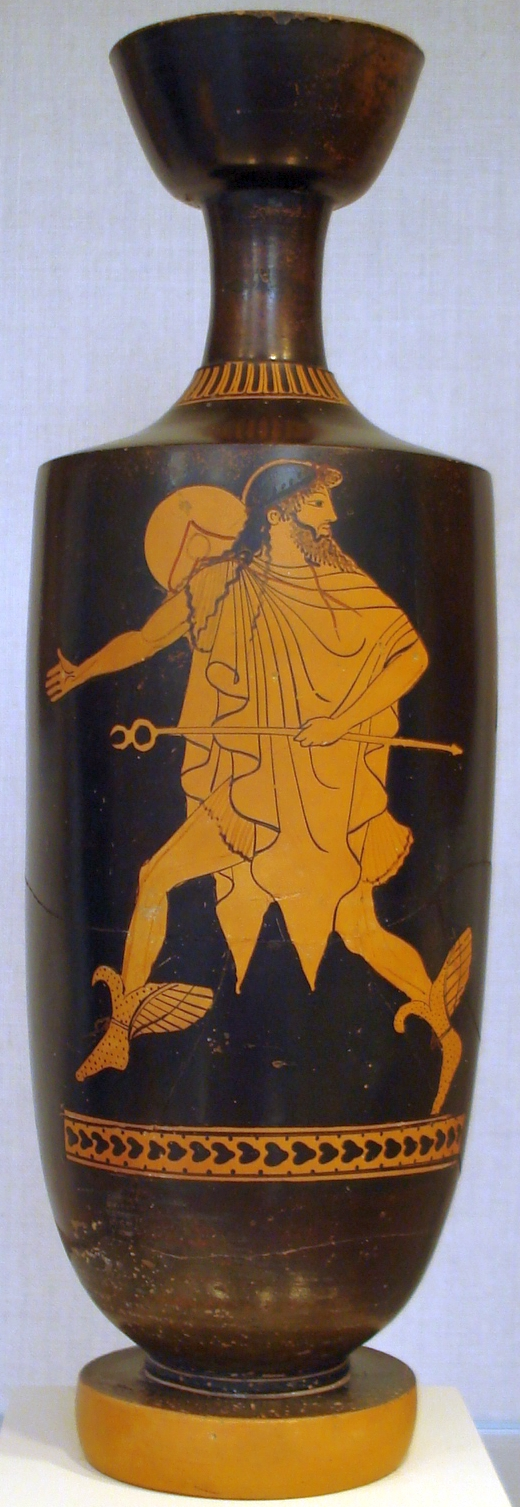
Hermes corrent amb el caduceu, decoració d'un lècit procedent d'Àtica, del 480–470 aC, atribuït al pintor Tithonos

William Hayes Ward va trobar (1910) un símbol molt semblant en segells cilíndrics de Mesopotàmia. Aquest autor ha suggerit que el caduceu es devia originar aquí, en algun moment entre els anys 3000 i 4000 aC. A. L. Frothingham va afegir a les recerques del Dr. Ward un treball publicat el 1916, en què proposava que el déu grec Hermes era una "deïtat oriental d'extracció babilònica", representació posterior d'un primitiu déu serp. Des d'aquesta perspectiva, el caduceu és el mateix Hermes, o també el déu de l'inframón Ningishzida, déu mesopotàmic de l'arbre i missatger de la mare Terra. Per a Walter Burkert també és clar que el caduceu pertany a la tradició de l'Orient Mitjà; però, segons ell, és un símbol de la copulació.
Entre els símbols egipcis, n'existeix un d'anomenat pilar Dyed, que de vegades apareix representat amb una serp, per exemple en un fris del temple d'Hathor de Denderah.

## Relació amb els déus grecs
Segons la mitologia grega, el caduceu està relacionat amb Apol·lo perquè va ser aquest déu qui li va donar a Hermes a canvi d'una lira, però la serp i el bastó pertanyien al fill d'Apol·lo, Asclepi, déu de la medicina, de manera que el caduceu va canviar de mans: d'Asclepi a Hermes a través d'Apol·lo. Wilhelm Heinrich Roscher va proposar (1913) que la serp del caduceu grec seria una variant del mite prehistòric i ctònic, la serp geganta Pitó de l'oracle de Delfos que Apol·lo va abatre.
Un altre mite grec que explica l'origen del caduceu és una part de la llegenda de Tirèsias, el qual va trobar dues serps copulant i va matar la femella amb el seu bastó. Tiresias immediatament fou transformat en dona i amb aquesta forma va continuar fins que anys més tard es va trobar unes altres dues serps i, en matar el mascle, va recuperar la seva forma masculina. Aquest bastó és el que més endavant va arribar a mans d'Hermes juntament amb els seus poders màgics.
Un altre mite suggereix que Hermes (o Mercuri) va veure dues serps embolicades en una lluita a mort. En separar-les amb el seu bastó, va aconseguir pacificar-les i des de llavors el caduceu va esdevenir també un símbol del portador o missatger de la pau.

## Iconografia

Caduceu de l'escut de Jyväskylä, Finlàndia

En estàtues d'Hermes, la variant més emprada del caduceu és el bastó amb dues ales, que eren un símbol de la rapidesa d'aquest déu. En la decoració d'antigues gerres gregues es pot trobar preferentment la versió següent: el bastó amb les dues serps a la part de dalt del bastó (que sovint només és una vareta prima) enroscades fins a formar un cercle amb la unió dels caps. Aquesta antiga representació amb una línia horitzontal sembla que va ser la base del símbol de Mercuri (☿) emprat en astrologia des de l'antiguitat.
En èpoques posteriors, la representació del caduceu ha variat una mica i es pot trobar en diversos llocs, per exemple en heràldica, representant el comerç o el transport, o en els distintius del personal mèdic en l'exèrcit dels EUA.